# Trichogramma jezoensis
Trichogramma jezoensis är en stekelart som beskrevs av Ishii 1941. Trichogramma jezoensis ingår i släktet Trichogramma och familjen hårstrimsteklar. Inga underarter finns listade i Catalogue of Life.